# 巴氏密光鰓魚
巴氏密光鰓魚（學名：Pycnochromis bami），又稱巴氏光鰓雀鯛，為輻鰭魚綱鱸形目雀鯛科密光鰓魚屬的其中一種，分布於中太平洋東部東加、皮特凱恩群島、南方群島海域，深度11至120公尺，本魚體呈卵圓形，體色為褐色，魚鱗有深色邊圓形呈網狀紋，尾鰭及尾柄白色，背鰭、腹鰭、臀鰭深褐色，背鰭硬棘12枚、背鰭軟條13-14枚、臀鰭硬棘2枚、臀鰭軟條12-14枚，體長可達5.9公分，棲息在珊瑚礁區，以浮游生物為食，日行性，繁殖期時會成對出現，具有領域性，雄魚會保護魚卵直到卵孵化。